# Fabriciano Sigampa
Fabriciano Sigampa (Vichigasta, 15 de septiembre de 1936 - La Rioja, 31 de marzo de 2021) fue un obispo católico argentino. Arzobispo de Resistencia.

## Biografía
Vivió su infancia y juventud en San Miguel (La Rioja). Trabajó en la escuela secundaria de Chilecito como maestro; fue docente en dos escuelas rurales en Famatina y El Retiro, en el departamento San Blas de los Sauces. El 16 de marzo de 1963 ingresó al Seminario Mayor de Córdoba; durante un año estudió en el seminario de San Miguel de Tucumán, pero regresó al de Córdoba, de, que egresó el 1 de diciembre de 1970. Fue ordenado sacerdote en Chilecito ese mismo mes, por monseñor Enrique Angelelli, obispo de La Rioja.
Fue cura párroco en Chamical, Aimogasta, Anillaco y La Rioja, para después ser vicario general de la diócesis durante la gestión de monseñor Bernardo Witte.
El papa Juan Pablo II lo nombró obispo de Reconquista, en la provincia de Santa Fe, el 9 de marzo de 1985; fue consagrado obispo en la Catedral de La Rioja, de manos de monseñor Witte.
El 30 de diciembre de 1992 fue trasladado a la diócesis de La Rioja, asumiendo el cargo el 25 de marzo de 1993.
El 17 de noviembre de 2005 fue nombrado arzobispo de Resistencia, cargo que asumió el 26 de febrero de 2006. Fue miembro de las comisiones de Apostolado de los Laicos, de Pastoral Familiar y de Pastoral de la Salud de la Conferencia Episcopal Argentina, y presidente de la Pastoral de los Santuarios. Se destacó por su compromiso con el ecumenismo y es recordado con afecto por la población del Chaco.
Renunció por razones de edad en 2013 y, tras entregar el gobierno de su arquidiócesis a su sucesor, Ramón Alfredo Dus, se radicó en la ciudad de La Rioja, donde vivió sus últimos años, hasta su fallecimiento el 31 de marzo de 2021. Tenía 84 años de edad.